# Szczyt NATO w Paryżu 1957
Szczyt NATO w Paryżu 1957 – 1. szczyt NATO zorganizowany w Paryżu w dniach 16–19 grudnia 1957.
Szczyt był pierwszym spotkaniem wszystkich przywódców państw członkowskich NATO od 4 kwietnia 1949, czyli od podpisania Traktatu północnoatlantyckiego. Był odpowiedzią dyplomatyczną na opracowanie nowych radzieckich typów rakiet balistycznych, a także na wystrzelenie przez Związek Radziecki pierwszego sztucznego satelity Ziemi, co stanowiło początek rywalizacji kosmicznej.

## Postanowienia szczytu
Na zakończenie szczytu opublikowano Deklarację i Komunikat końcowy.
W Deklaracji podkreślono zasady i cele Organizacji Traktatu Północnoatlantyckiego i skrytykowano międzynarodowy komunizm, który dążył do dominacji nad światem. Przywódcy zgodzili się na zacieśnienie współpracy w kwestiach obrony; zaoferowano też współpracę państwom, które uzyskały niepodległość w wyniku zakończenia II wojny światowej. W końcowej części Deklaracji podkreślono, że członkowie Sojuszu Północnoatlantyckiego są przekonani o wartości zachodniej demokracji i sposobie życia i zamierzają mocniej promować jedność, siłę i bezpieczeństwo.
Komunikat końcowy składał się z sześciu rozdziałów. W rozdziale Sytuacja międzynarodowa opisano między innymi zagrożenia wynikające z radzieckiej działalności polityczno-militarnej. Wezwano rząd Związku Radzieckiego do przestrzegania zobowiązań dotyczących zjednoczenia Niemiec. Jako przeciwdziałanie zagrożeniom wynikające z agresywnej polityki ZSRR, Sojusz zapowiedział rozmieszczenie swoich zasobów wojskowych tam, gdzie wymagać będzie tego sytuacja. Dokonano też przeglądu sytuacji polityczno-militarnej poza obszarem Sojuszu – na Bliskim Wschodzie i w Afryce.
W rozdziale Działania Sojuszu podkreślono jedność sojuszu, która stanowi realną siłę zdolną pokonać trudności i utrzymać pokój. Zobligowano Stałą Radę NATO i sekretarza generalnego do zorganizowania konsultacji politycznych w celu wymiany wzajemnych doświadczeń i zapewnienia działania w interesie całego Sojuszu Północnoatlantyckiego.
W rozdziale Rozbrojenie przypomniano o propozycji krajów zachodnich dotyczących rozbrojenia. Obejmowały one między innymi redukcję wszystkich rodzajów uzbrojenia, zaprzestanie produkcji materiałów rozszczepialnych do celów wojskowych i zmniejszenie zapasów broni jądrowej. Zdecydowano także o powołaniu grupy technicznej, której zadaniem miało być doradztwo w kwestiach kontroli zbrojeń.
W rozdziale Obrona NATO podkreślono potrzebę rozbudowy własnego potencjału obronnego z wykorzystaniem najnowszych osiągnięć w dziedzinie uzbrojenia i techniki wojskowej. Podjęto decyzję o utworzeniu zapasów głowic nuklearnych oraz o rozmieszczeniu pocisków balistycznych średniego zasięgu na terytorium krajów członkowskich i podporządkowanie ich naczelnemu dowódcy Połączonych Sił Zbrojnych w Europie. Sojusz zdecydował się również na ściślejszą koordynację planowania działań wojskowych, standaryzację i integrację we wszystkich dziedzinach, a w szczególności w organizacji obrony powietrznej i morskiej, wsparciu logistycznym oraz wyposażeniu sił.
W rozdziale Współpraca naukowa i techniczna zapowiedziano między innymi zwiększenie dostępu młodym ludziom do szkoleń z przedmiotów ścisłych i technicznych, a także zagwarantowano swobodę rozwoju i kontynuowania badań naukowych. Sojusz zdecydował o powołaniu Komitetu Naukowego NATO (Science Committee). Do tego Komitetu każdy kraj członkowski delegował swojego przedstawiciela wywodzącego się ze świata nauki, a jeden z nich został doradcą naukowym sekretarza generalnego NATO.
W ostatnim rozdziale Współpraca ekonomiczna promowano rozwój gospodarczy i społeczny narodów, w tym zwiększenie szans jednostki zamiast jej podporządkowania totalitarnemu państwu. Zapowiedziano zacieśnienie współpracy między członkami NATO a innymi wolnymi rządami. Zachęcano też państwa do rozwoju Europejskiej Wspólnoty Gospodarczej i Europejskiej Strefy Wolnego Handlu. Upoważniono Radę Północnoatlantycką do dokonania przeglądu tendencji gospodarczych i oceny postępu gospodarczego oraz zgłaszania organizacjom międzynarodowym lub poszczególnym krajom sugestii dotyczących ulepszeń.